# Kentrolite
La kentrolite è un minerale.